# Anchicyclocheilus
Anchicyclocheilus is een geslacht van straalvinnige vissen uit de familie van eigenlijke karpers (Cyprinidae).

## Soort
- Anchicyclocheilus halfibindus Li & Lan, 1992